# Surahammars bruksmuseum
Surahammars bruksmuseum invigdes i slutet av 1920-talet i det gamla stångjärnsverket. Det genomgick en grundlig renovering på 1950-talet. Museet innehåller maskiner och fordon som använts vid Surahammars bruk.

## Stångjärnsverket
Stångjärnsverket, som är från 1840, innehåller en vedeldad puddelugn med ångpanna, en lancashirehärd, en blåsmaskin, en vattenturbin, transportkärror, valsverk av olika slag, en mumblingshammare, en knipphammare, en vällugn och maskiner för tillverkning av järnvägshjul.

## Vedpuddelugnen och mumblingshammaren

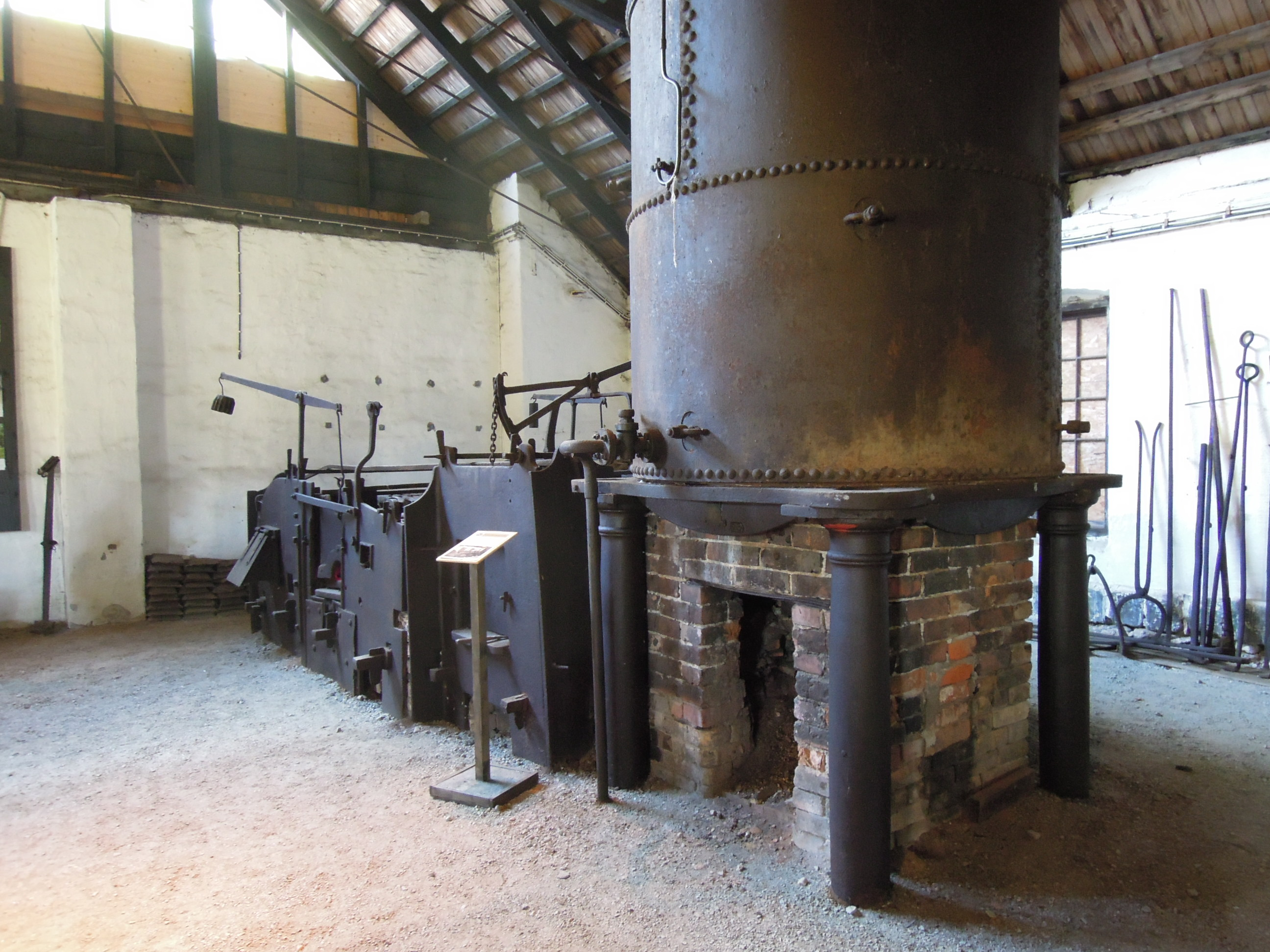
Vedpuddelugnen med ångpanna.

Puddelugnen i museet är en vidareutveckling av de engelska stenkoleldade puddelugnarna. Den utvecklades av Adolf Zethelius vid Nyby bruk. Han tog patent på vedpuddelmetoden och införde den i sina egna järnbruk inklusive Surahammars bruk. Färskningen (oxideringen) av kol, kisel och mangan görs i flamugnen. Veden matades in på kortsidan av en eldpojke. Puddlingen sköttes av en mästare (bollare) på framsidan och en bakbollare på baksidan och därtill fanns ytterligare två hantlangare. Tackjärnet förvärmdes i ugnen närmast ångpannan och flyttades sedan till flamugnen. Tackjärnet bearbetades med spett till en degig konsistens som makades hop till bollar. Bollarna togs ut och flyttades till mumblingshammaren med en handdragen transportkärra. Här slogs bollarna ihop till avlånga, runda eller fyrkantiga smältstycken. Mumblingshammaren är med största sannolikhet tillverkad av Arboga Mekaniska Verkstad. Bruket hade två puddelugnar i drift från mitten av 1800-talet, senare ytterligare en. Ångpannan byggdes till i efterskott för att ge ånga till de ångdrivna hamrarna. Den mesta produktionen var 1900 – 1903 då upp till 2 300 ton producerades per år i 3 ugnar. Puddelsmidet upphörde år 1907.

## Lancashirehärden

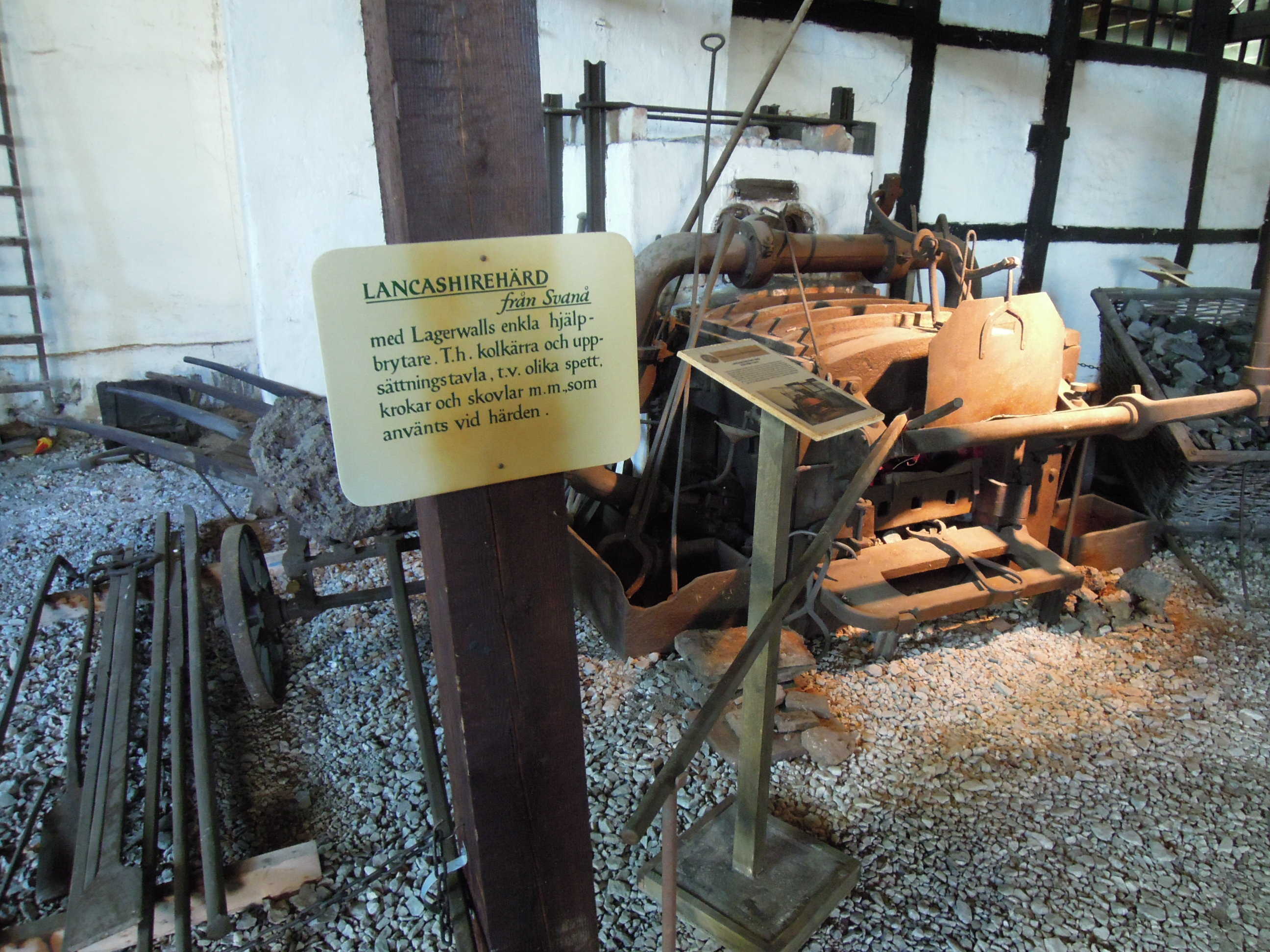
Lancashirehärd med handverktyg flyttade från Svanå bruk.

Lancashireprocessen härstammar från grevskapet med samma namn i Storbritannien. Där användes stenkol till uppvärmning. Metoden anpassades till Sverige med träkol i stället av Gustaf Ekman och infördes under 1830-talet. Den kombinerades med Ekmans uppfinning år 1843 av en så kallad vällugn. Därmed blev metoden ekonomiskt konkurrenskraftig. 
Lancashirehärden i museet är en av de fyra som fanns i Svanå bruk. Den flyttades till det blivande bruksmuseet när Svanå bruk lades ner på 1920-talet.
Lancashirehärden består av en låda sammansatt av tackjärnshällar. Kolet östes in i härden med den stora vaskgrepen. Blästluft från blåsmaskinen infördes genom härdens två sidoväggar. I härden förvandlas tackjärnet till smidbart järn genom färskning i träkolsbädd.
En påsättning bestod av över 100 kg tackjärn som lades till förvärmning i den bakre delen av härden. Det förvärmda järnet drogs ner i härden med en krok och började så småningom smälta. Då vidtog färskbrytningen. Smederna förde upp klumpar av järn och slagg som bildats på härdens botten med ett spett. Detta arbetsamma moment är genomförbart med hjälp av de horisontella, kontinuerligt upp- och nedåtgående ”Lagerwalls” hjälpbrytare som stöd för spettet. Den färdiga smältan fördes direkt med smältkärran till mumblingshammaren där den slogs ihop.

## Vällugnen

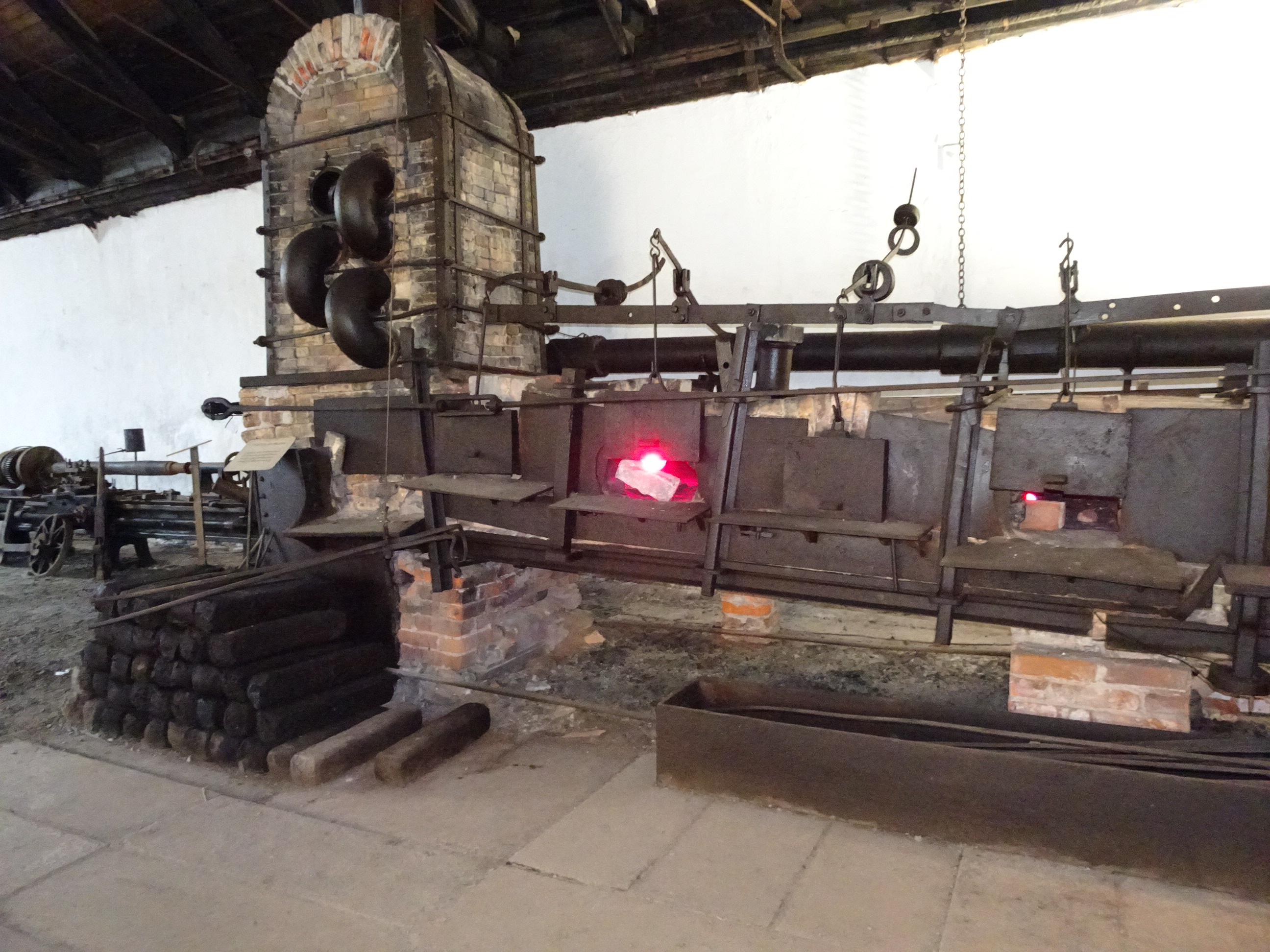
Vällugnen med smältstycken för värmning.

Vällugnen i museet kommer från Svanå bruk. Den användes för att förvärma smältstycken innan valsning i valsverket  (vällning = värmning). I koltornet förbränns trä som kunde vara uppblandat med torv och stenkol. Förbränningen sker med syreunderskott. Då genereras en brännbar gas (gengas). Den brinnande gengasen leds genom de fem härdarna. Den hetaste ligger närmast koltornet. Smältstyckena läggs in i den svalaste härden, och flyttas successivt mot den varmaste härden (ugnen lutar något nedåt mot koltornet). De färdigvärmda smältstyckena lyftes med en tång, upphängd på en lina och matas in i det första valsparet. Vällugnen är försedd med luftförvärmning.

## Valsverken
I museet finns flera valsverk bevarade. Det finns ett grovverk, ett mediumverk, ett finverk och ett universalverk. Dessa användes för att valsa stångjärn, varav en del var avsedda för ekrarna i de tidiga järnvägshjulen. Runt valsverken är golvet belagt med järnhällar för att ämnena ka kunna hanteras lättare. Skevheter hos de färdiga produkterna justerades på riktarhällen. Valsverken drevs ursprungligen av vattenhjul, som senare byttes ut mot vattenturbiner.

## Hjulsmedjan
I hjulsmedjan tillverkades järnvägshjul. Smedjan var i drift 1865 – 1901. Den tidens järnvägshjul hade ekrar mellan hjulringen och navet. Ekrarna tillverkades av plattjärn som veks på två ställen så att man fick två raka ekrar och en böjd del av en hjulstomme (lancashiresmidet var mjukt så det gick lätt att böja). Ekrarna läggs i en jigg ihop med navet. Dessa sammanfogas med en metod som kallas vällning eller ”hetsning”. Detta är den så kallade innerhetsen. Det genomförs i en ässja med glödande kol och blästluft. Sammanfogningen görs i en press. Därefter sammanfogas ekersatsen med hjulstommen. Metoden kallas ytterhets. Hjulstommen värms till vitglödande i kolbädd och flyttas till en press. En värmd trekantstav monteras i hörnet mellan stomme och ekrar och det hela pressas ihop. Utanpå hjulstommen monteras själva slitytan, den egentliga hjulringen. Först måste ytorna svarvas noggrant. Hjulringen värms och monteras runt den kalla hjulstommen. Hjulringen krymper vartefter den kallnar och sitter fast (krympförband). På motsvarande sätt krymps två hjul på en hjulaxel för att skapa ett hjulpar.

## Blåsmaskinen

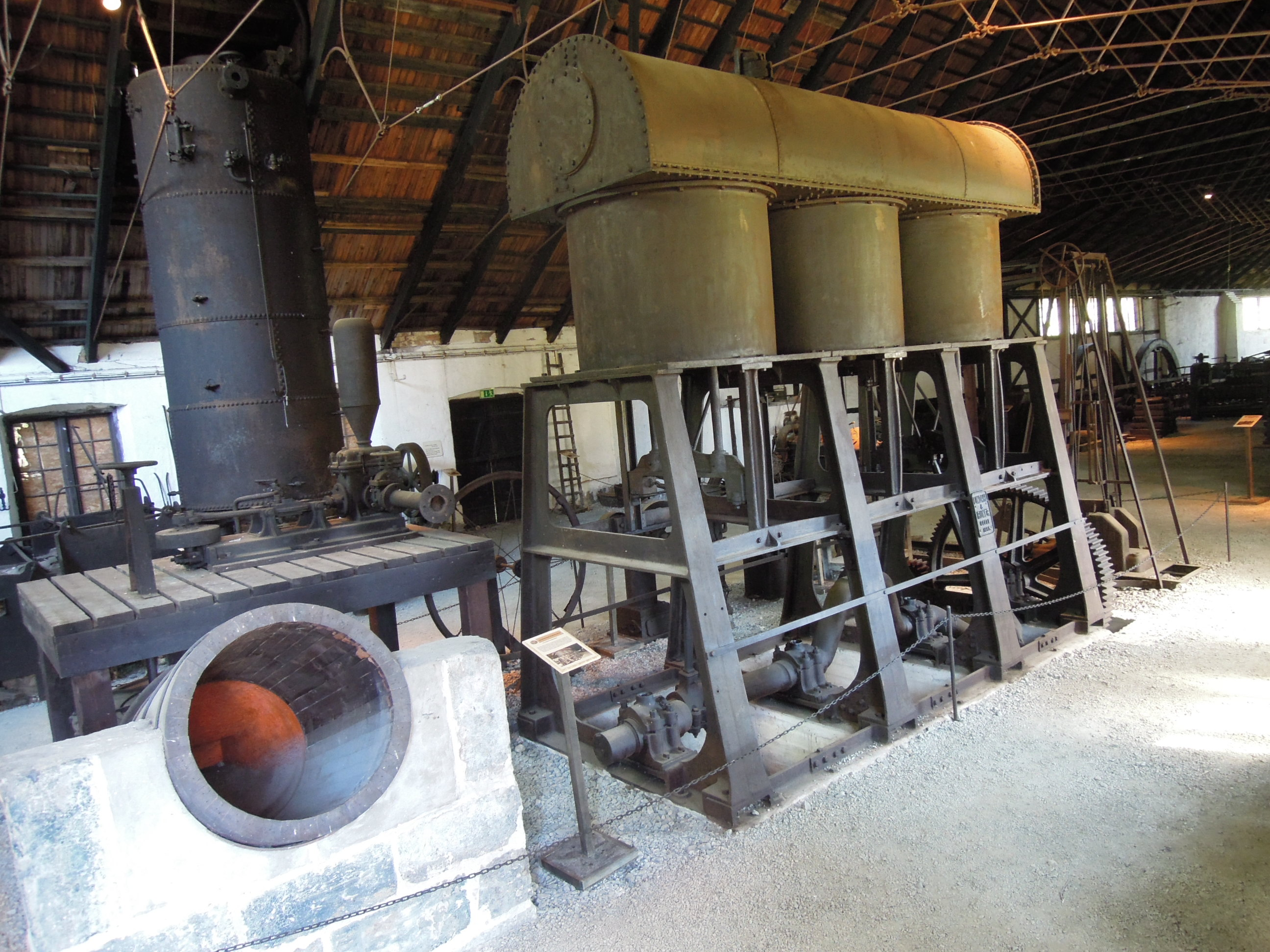
En Bagges blåsmaskin. Till vänster är inloppet till vattenturbinen. Till höger om blåsmaskinen finns en pendel för slagprovning av stål.

Smedjor och masugnar i Sverige hade blåsmaskin för att få tillräckligt luftflöde till förbränningen, så kallat bläster. Blåsmaskinen i museet är av professor Jonas Bagges konstruktion. Den kommer från Jädraås nedlagda smedja i Gästrikland. En likadan fanns i Svanå bruks lancashiresmedja.

## Vattenturbinen
Vattenturbinen drev pumpverket till den första vattenledningen med vatten från Kolbäcksån. Platsen var vid kvarnen öster om bruksholmen.

## Vattenhjulshuset
I vattenhjulshuset som ligger bakom mumblingshammaren finns vattenrännan som drev ett vattenhjul kopplat till mumblingshammaren. Vattenhjulet var ursprungligen av trä, men byttes på 1870-talet mot ett med plåtskovlar, tillverkat av Arboga Mekaniska Verkstad. Vid vattenhjulet finns redskap för att rensa bort is. År 1881 övergick man till turbindrift. Man går i den tomma vattenrännan från valsverket till entrébyggnaden. I vattenrännan finns borrade trästockar, använda som vattenledningsrör i Lisjö.

## Entrébyggnaden
Entrén ligger mellan vattenhjulshuset och lysmaskinhuset. Här finns informativa tavlor, hela och delade järnvägshjul. Det finns modeller: en modell av bredbandsverket som togs i drift 1959, en modell av projekt Stål 74 där Surahammars bruk samarbetade med Spännarhyttan och en modell av ett äldre reversibelt valsverk. 

## Lysmaskinhuset

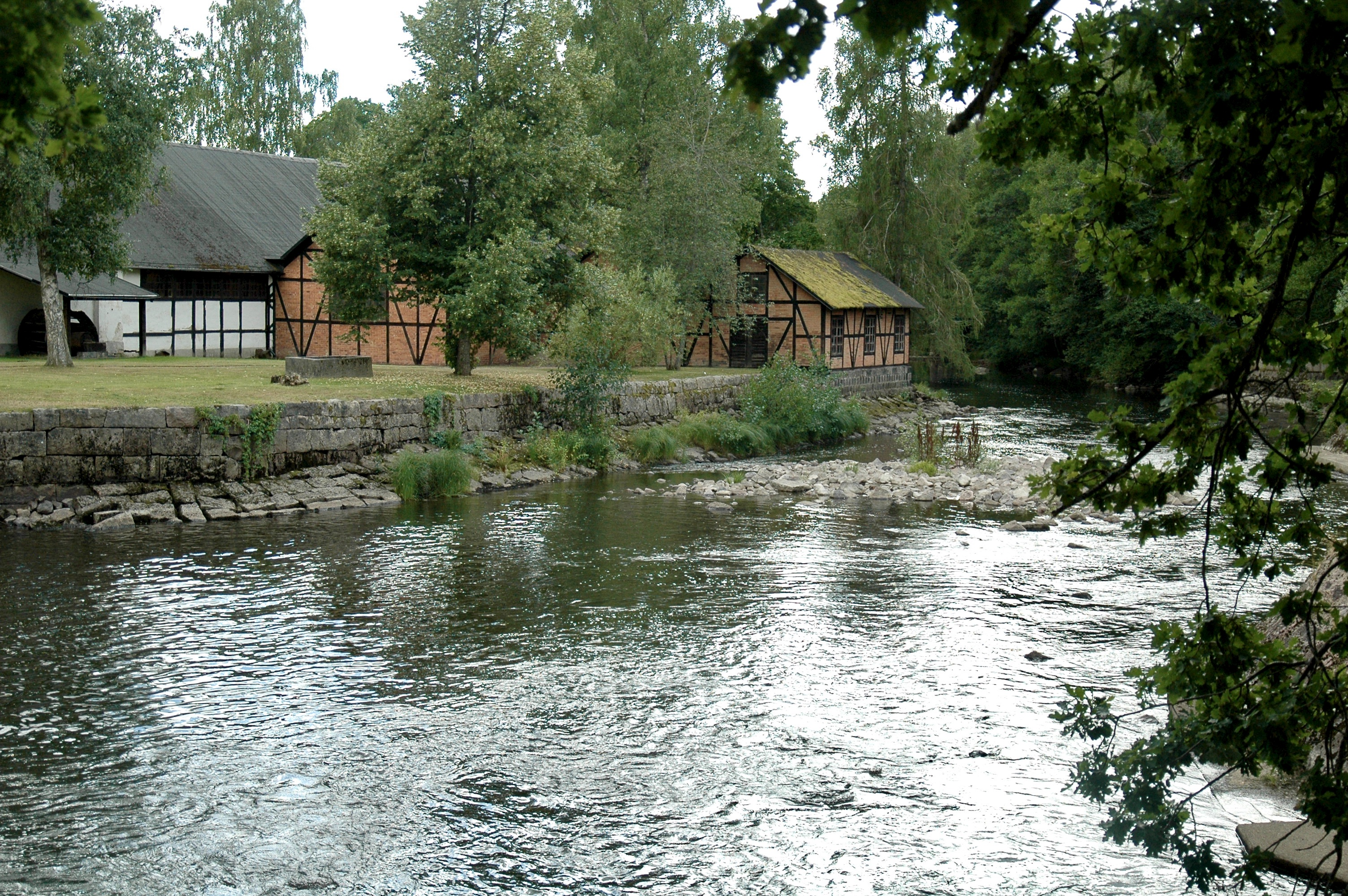
Lysmaskinhuset, 2020

Lysmaskinhuset byggdes 1887 och genererade elektricitet med en generator kopplad till en vattenturbin via en drivrem. Driften med el slutade 1915. Då fanns större kraftverk i Kolbäcksån. I lysmaskinhuset finns ett elektriskt museum. Här finns utrustning för generering av elektricitet, till exempel en ångmaskin från Spännarhyttan, transformatorer med mera. Här finns också en elektrisk högfrekvensugn och en elektrisk motståndsugn.

## Vagnhallen

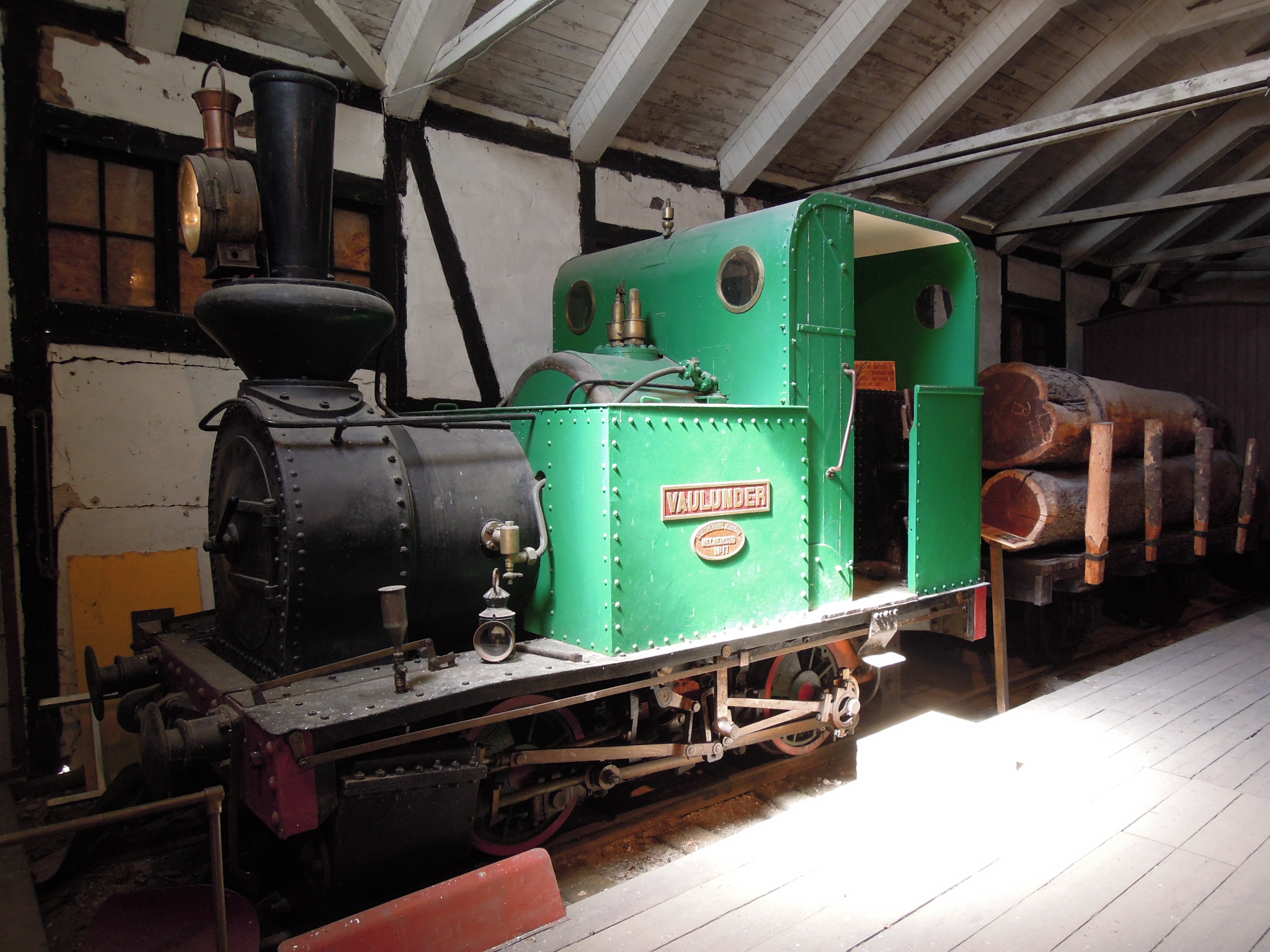
Loket Vaulunder och en vagn för timmer från Lisjöbanan.

I en järnvägshallen finns järnvägsutrustning från Lisjöbanan. Den förbindelsen användes för att transportera bränsle, i huvudsak ved, från Lisjö till bruket. Vedpuddelugnen krävde mycket bränsle. Man använde ett ånglok, kallat Vaulunder (äldre namnform av Völund), byggt i Kristinehamns Mekaniska Werkstad. Järnvägen byggdes på 1870-talet och loket gick i trafik fram till 1926. Loket finns i järnvägshallen tillsammans med en timmervagn och en persontransportvagn. Här finns ytterligare föremål som användes i transport.